# Björnlandet syd
Björnlandet syd var ett naturreservat i Åsele kommun i Västerbottens län.
Området var naturskyddat från 2009 och var 145 hektar stort. Reservatet angränsade till sydvästra hörnet av Björnlandets nationalpark vari de 2017 uppgick i. Reservatet består av gammal brandpräglad tallnaturskog samt av
barrblandskogar med asp och sälg.